# 十一年式軽機関銃
十一年式軽機関銃（じゅういちねんしきけいきかんじゅう）は、日本で1910年代から1920年代前期にかけて開発・採用された軽機関銃。日本軍が初めて制式採用した軽機関銃であり、1941年（昭和16年）までに計約29,000挺が生産された。

## 開発経緯
歴史上初めて機関銃が本格的に使用された近代戦は日露戦争であり、日本軍は保式機関砲を、ロシア軍はマキシム機関銃を配備して戦った。この日露戦争において、日本軍は巧みに配置されたロシア軍の防御陣地に苦戦し、歩兵の攻撃前進や突撃が封じ込まれ大損害を蒙った。
当時の機関銃は大型大重量で、要塞や塹壕など陣地に固定して用いる防御兵器の色合いが強く、小銃を使用する歩兵と共に速やかに移動することは困難であり、また機関銃を使用した戦術や機関銃に対抗する戦術もまだ確立されていなかった為に、日露戦争初期の段階では日本軍は機関銃を有効に活用することができず、旅順攻囲戦（旅順要塞）などロシア軍側の機関銃の戦果ばかりが目立つ結果となってしまった。
その後、日本軍は三八式機関銃や三年式機関銃を開発し、機関銃の国産化に成功するが、これらも大型大重量で運用するには何人もの兵士を必要とした。
機関銃を歩兵と共に行動できる攻撃的兵器として運用する為には、大幅に小型軽量化する必要があった。当時、第一次世界大戦の欧州戦場ではそうした運用に適する「軽量機関銃」が既にいくつか登場してきており、日本でも軽量な機関銃の開発が進められる事となった。

## 概要

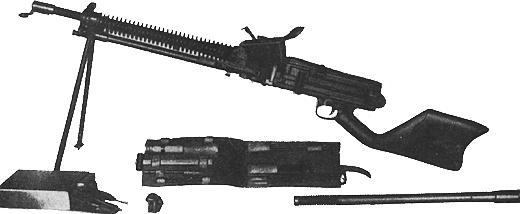
十一年式軽機関銃とその属品。銃身は放熱筒の中に挿入され、先端だけが露出する構造である。

十一年式軽機関銃に先立ち、いくつかの軽量機関銃の試みがあった。1908年（明治41年）には三八式機関銃を小型化した軽機関銃、1915年から1916年（大正4年から5年）には三年式機関銃を小型化した軽量機関銃（重量およそ11kg）が設計されている。これらは原型となった機関銃とおおむね同じ機能を備えていた。1918年（大正7年）、三年式機関銃と同等の機能を備える有筒式軽機関銃および無筒式軽機関銃（重量およそ9kg）が設計された。1919年（大正8年）には無筒式軽機関銃が改良され、重量がおよそ8kgまで軽量化された。1920年（大正9年）、回転弾倉を備える甲号軽機関銃が設計された。1921年（大正10年）、十一年式軽機関銃の原型となる乙号軽機関銃が設計された。
村田経芳・有坂成章と並んで日本を代表する銃器設計者である南部麒次郎により、国産軽機関銃の研究・開発は進められ、様々な試行錯誤の後1922年（大正11年）に完成し十一年式軽機関銃として制式採用。翌1923年（大正12年）春から部隊配備され（当時において陸軍での軽機の配備は諸外国に比べても早い）、初陣は1931年（昭和6年）の満州事変であった。
この軽機の特徴はその独特の給弾機構にある。当時世界で使用されていた機関銃の給弾機構は、専用の箱型弾倉・保弾板・挿弾帯（給弾ベルト）が大勢を占め、これらの給弾機構のどれもが専用の部品を必要とした。しかし、十一年式軽機の給弾方法は専用の機材等を必要とせず、歩兵が装備する小銃と同じ弾薬をそのまま使用できた。日本軍が使用していた三八式歩兵銃を始め、当時のボルトアクション式小銃は実包が5発ないし複数発束ねられた挿弾子を使用し銃に装填していた。十一年式軽機はこの実包5発が束ねられた挿弾子をそのまま使用できた。つまり、軽機であっても小銃と同じ補給で運用でき、独自の補給系統（段列）を必要としなかった。南部は、戦場では着脱式弾倉は紛失することが多く、不足がちな資源の節約を考慮してこの機構を採用したと述べている。
この開発思想は、一見して今日の分隊支援火器(SAW)に通ずる思想とも見えるが、十一年式軽機は小銃分隊に属して戦うことは考慮されていない。中隊単位で編成される独立した「軽機関銃分隊」に配備され、必要に応じて小隊に配属させて戦うつもりであり、分隊長はおろか小隊長も軽機を隷下に持つことがないという運用思想の下に開発された軽機である。つまり十一年式軽機が開発時に想定していたであろう補給の簡略化、小銃手との共通化とは、1個中隊全体に補給される弾薬を対象としているのである。

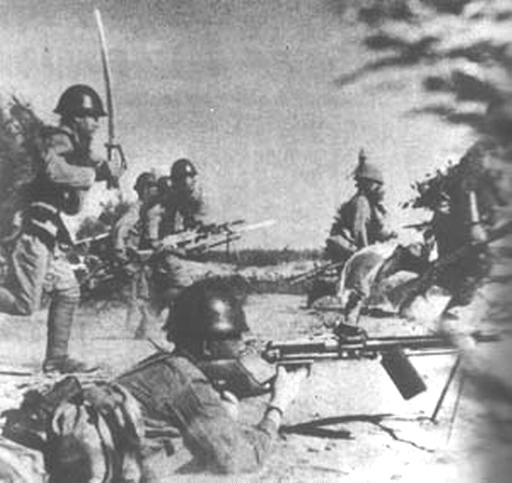
分隊疎開戦闘に移行した後の1940年（昭和15年）、支那事変の実戦で運用（混用）される十一年式軽機関銃（手前）と九六式軽機関銃（左奥）。着剣した九六式軽機が小銃手とともに攻撃前進ないし突撃中に対し、十一年式軽機は伏射で支援射撃。十一年式軽機の下に垂れている四角い影は、移動の際に銃身をつかむための握皮

通常は二脚架で運用されることから、最初からいわゆる軽機のような運用をされていたのだろうという誤解を招きがちなのだが、この二脚架は、射手からは装填架（ホッパー）の重みから銃が左に傾くとして、また配属を受ける小隊長からは射線構成に不便であるとして不評であり、後継の九六式軽機関銃では開発当初の要求仕様では軽三脚架での運用を主とする旨が明記されていた。
また、十一年式軽機にも精巧で伏射から対空射撃まで可能な高性能の軽三脚架（三脚架乙）が用意されていた。このような装備が用意された背景としては、歩兵操典において、地上部隊の脅威となる敵航空機に対しては専用の高射砲や高射機関砲を運用する高射砲兵・機関砲兵に限らず、野戦では歩兵も小銃・軽機関銃・重機関銃をもって全力で対空射撃(九九式短小銃#対空射撃)にあたるものとされていた為である。
二脚は放熱筒に対して左右に約八度旋回できる。また二脚が銃の真下を指す高姿勢と、銃口に向かって角度を付けた低姿勢の二段階を選択することができる。
銃床は根本から右に湾曲することで、銃の中心軸から右に偏って取り付けられていた。これは銃の左側に付く装填架の重量との均衡をとるためと、銃の上面に塗油装置の油槽があった為に、それを避けて照星照門式照準器が右に偏って付いていたからである。射撃姿勢は銃床前部を左手で抑え、銃床尾が右肩に付き、銃本体は射手の正面に位置し、右目で照準した。
後に、十一年式軽機の銃床結合部にラチェットを設けて上下反転可能とし、容易に潜射銃（塹壕から射手が身体を出さずに、銃だけを塹壕から突き出して射撃が行える銃。第一次大戦時に塹壕戦用兵器として考案された）として用いることができるようにする装置が考案されている。
銃身は放熱筒の中に後ろから挿入されている。銃身を交換するには、まず尾筒（レシーバー）から活塞（ガスピストン）・遊底・装弾架を取り外し、ガス筒駐栓を抜いたうえで、放熱筒全体を尾筒からねじ外す必要がある。ガス筒の先端に設けられた規制子（ガスレギュレーター）には五段階の切換位置があり、ガスが通過する漏孔の直径を増減することでガス圧を調節できた。空砲を使うためには、空砲専用の銃身を組み込む必要がある。
分隊疎開戦闘への過渡期に制式制定された軽機であったため、後続軽機と異なり銃剣の着剣装置はない。十一年式軽機が採用された当時、軽機は中隊長直轄の独立の軽機関銃分隊を置いて、各小隊の小銃分隊とは分離して運用される建前であったからである。この当時の軽機は突撃に際し小銃手と一緒に敵陣へ突進するのではなく、後方よりの火力支援に専念し小銃手の突入を見てからおもむろに敵陣に進入するという規定であった。のちにこの規定は実戦的でないとして、1937年（昭和12年）の『歩兵操典草案』で本格的な分隊疎開戦闘に移行することとなり、十一年式軽機も新たな規定の下に運用されることになっている。
1930年代後半、後続軽機たる九六式軽機関銃の採用・改編により十一年式軽機は徐々に第一線から退くことになり、また太平洋戦争（大東亜戦争）前中期頃には使用実包を7.7mm弾に変更した更なる後続軽機九九式軽機関銃の登場により、完全に主力の座をこれらに明け渡した。
但し、最末期の1945年（昭和20年）には、決号作戦の為根こそぎ動員された本土防衛部隊のうち在庫の本銃を装備した部隊が少なからずあったと言われる。この際には、当初不評であった二脚架が第一線寿命を延ばす結果となった。

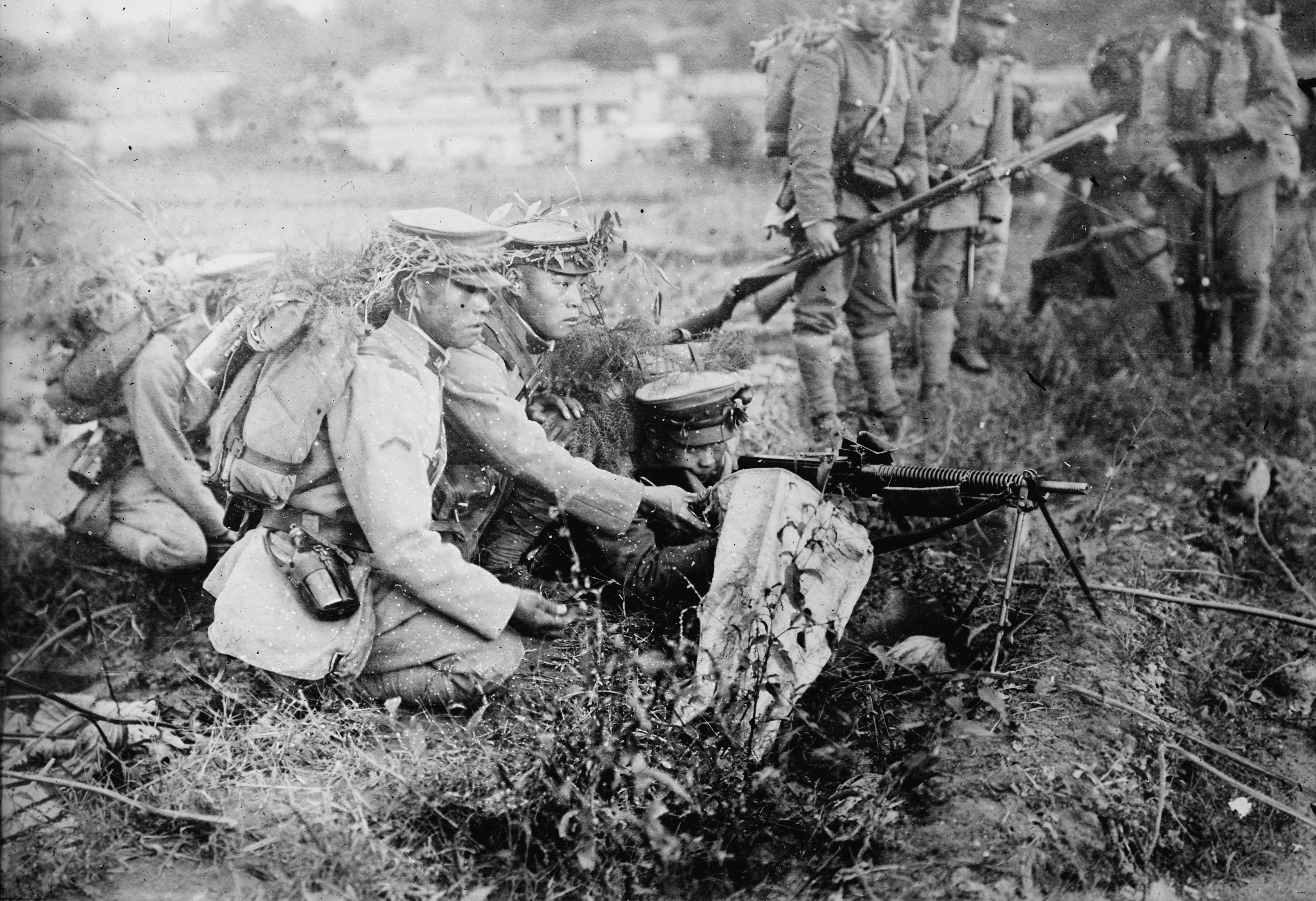
1924年（大正13年）、演習で十一年式軽機関銃を使用する歩兵。手前の兵は空薬莢受けの網を持つ
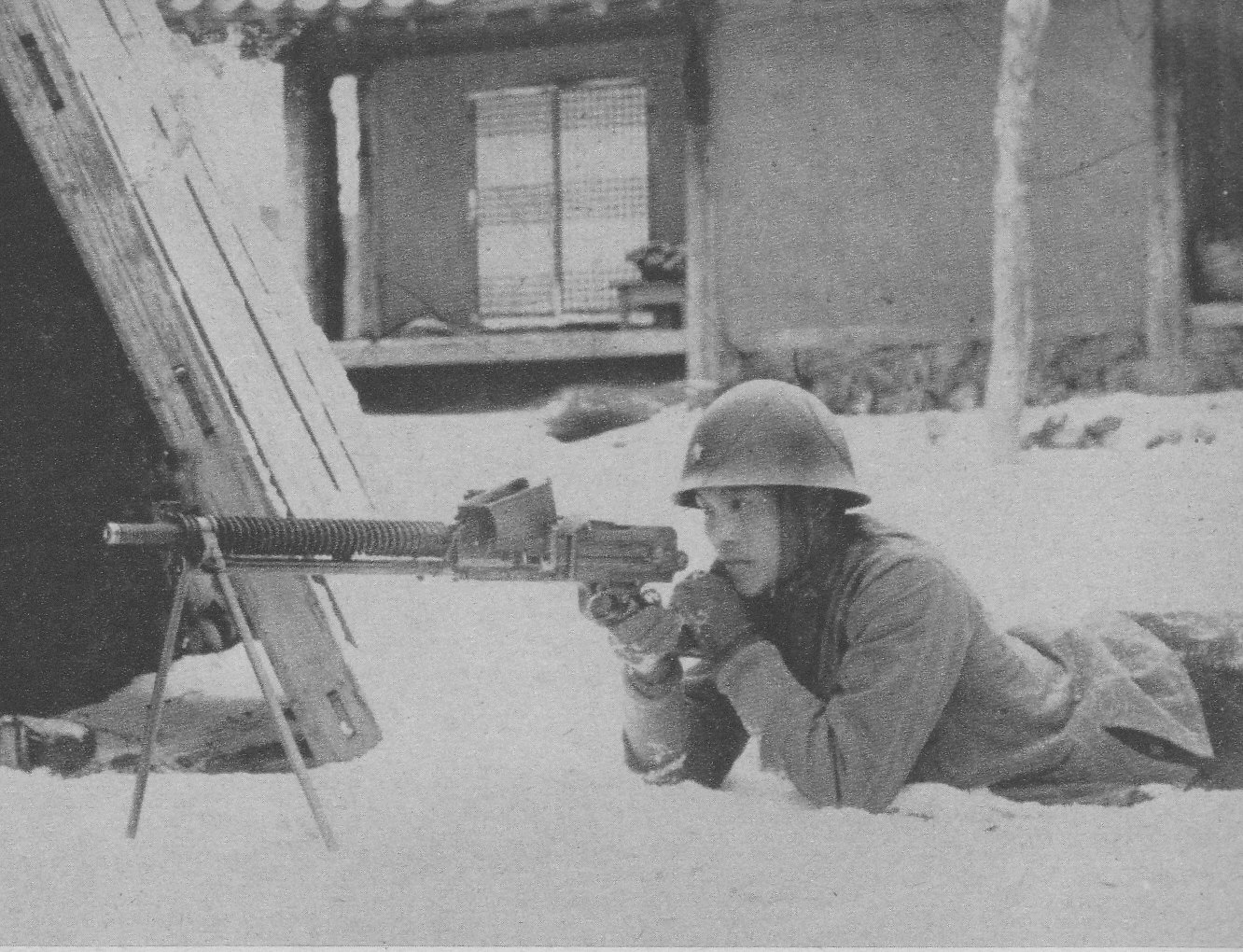
1934年（昭和9年）頃、国境警察隊で使用される十一年式軽機関銃。挿弾子は装填されておらず、圧棹は一番下に降りている
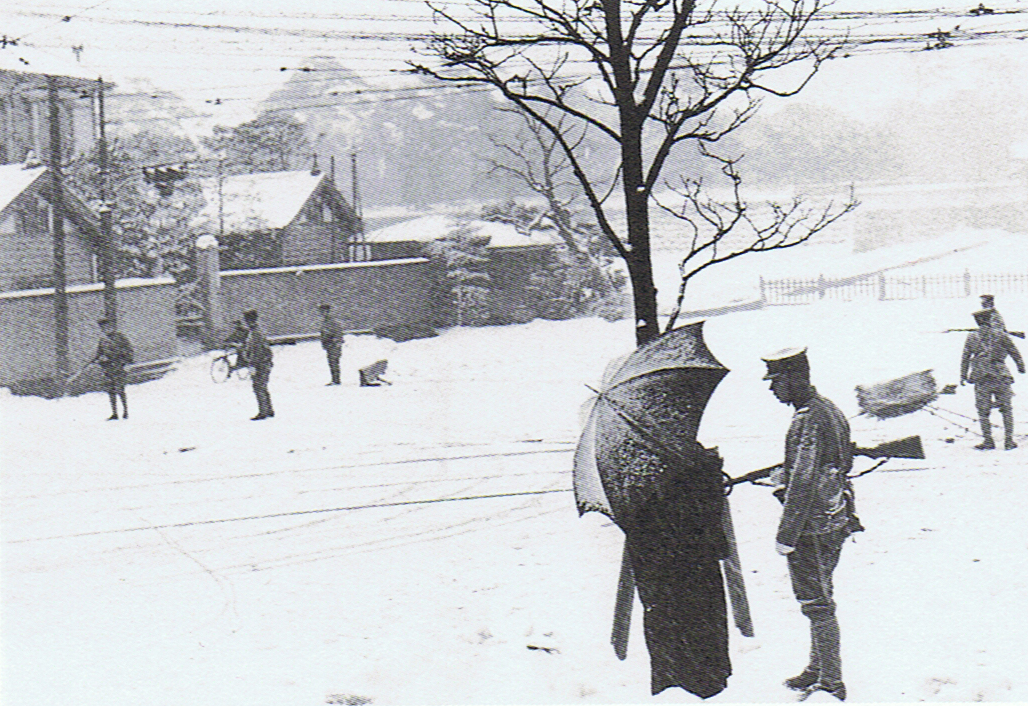
1936年（昭和11年）2月の二・二六事件において、半蔵門前で警戒にあたる反乱軍。画面右奥には、降水から保護するためむしろを掛けられた十一年式軽機関銃（三脚架付き）が明瞭に写っている
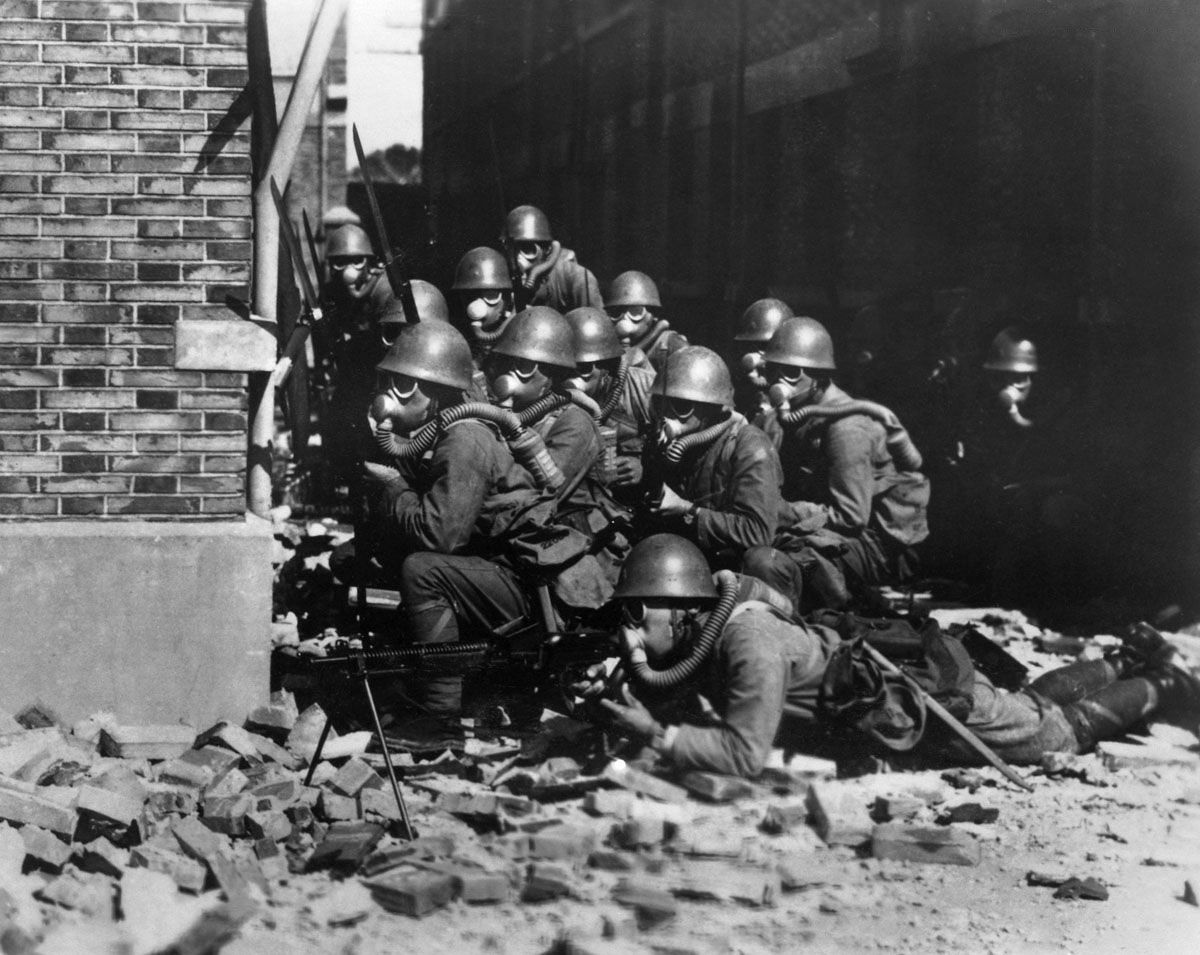
1937年（昭和12年）、第二次上海事変において海軍陸戦隊で使用される十一年式軽機関銃
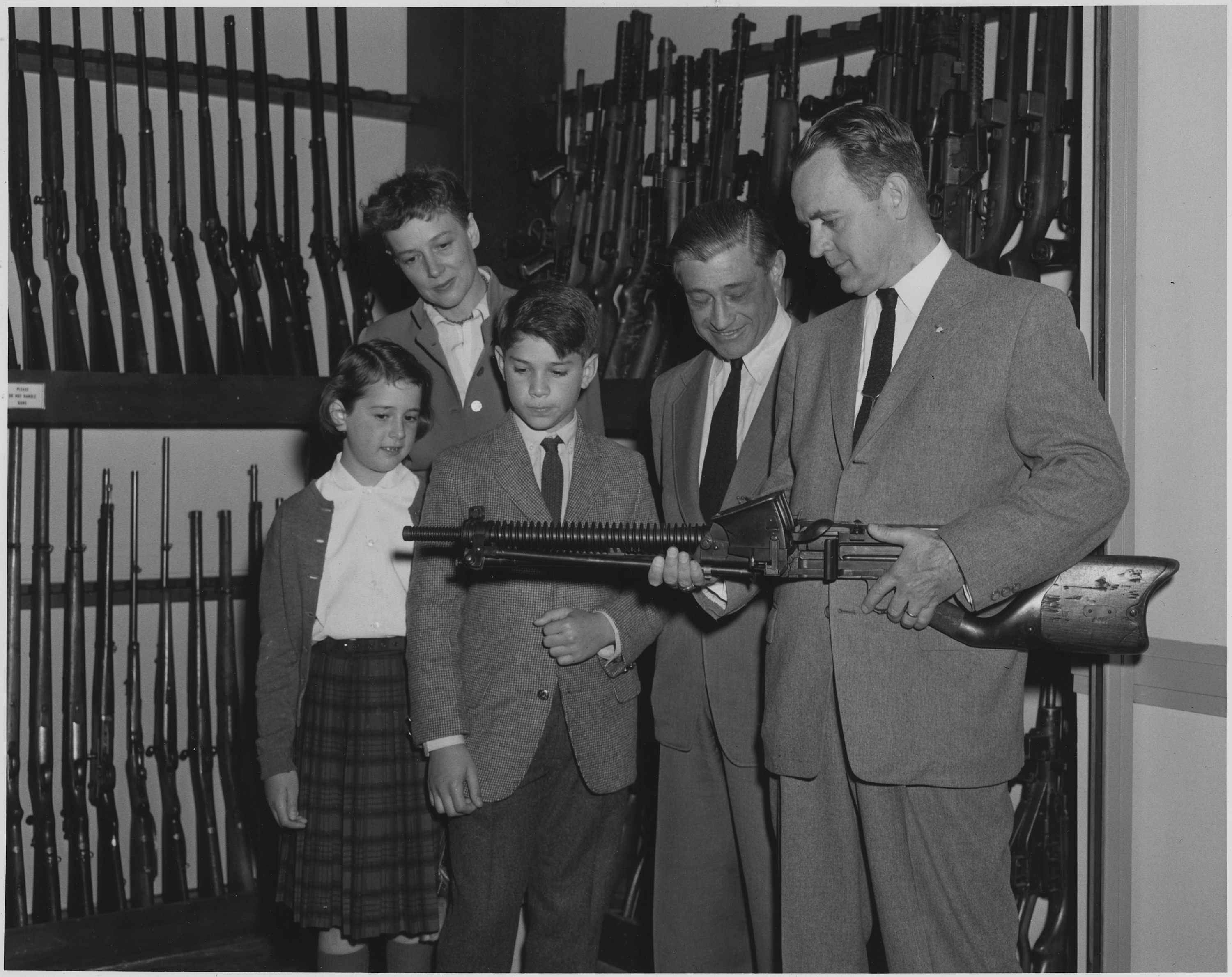
1953年に撮影されたFBI所蔵の十一年式軽機関銃
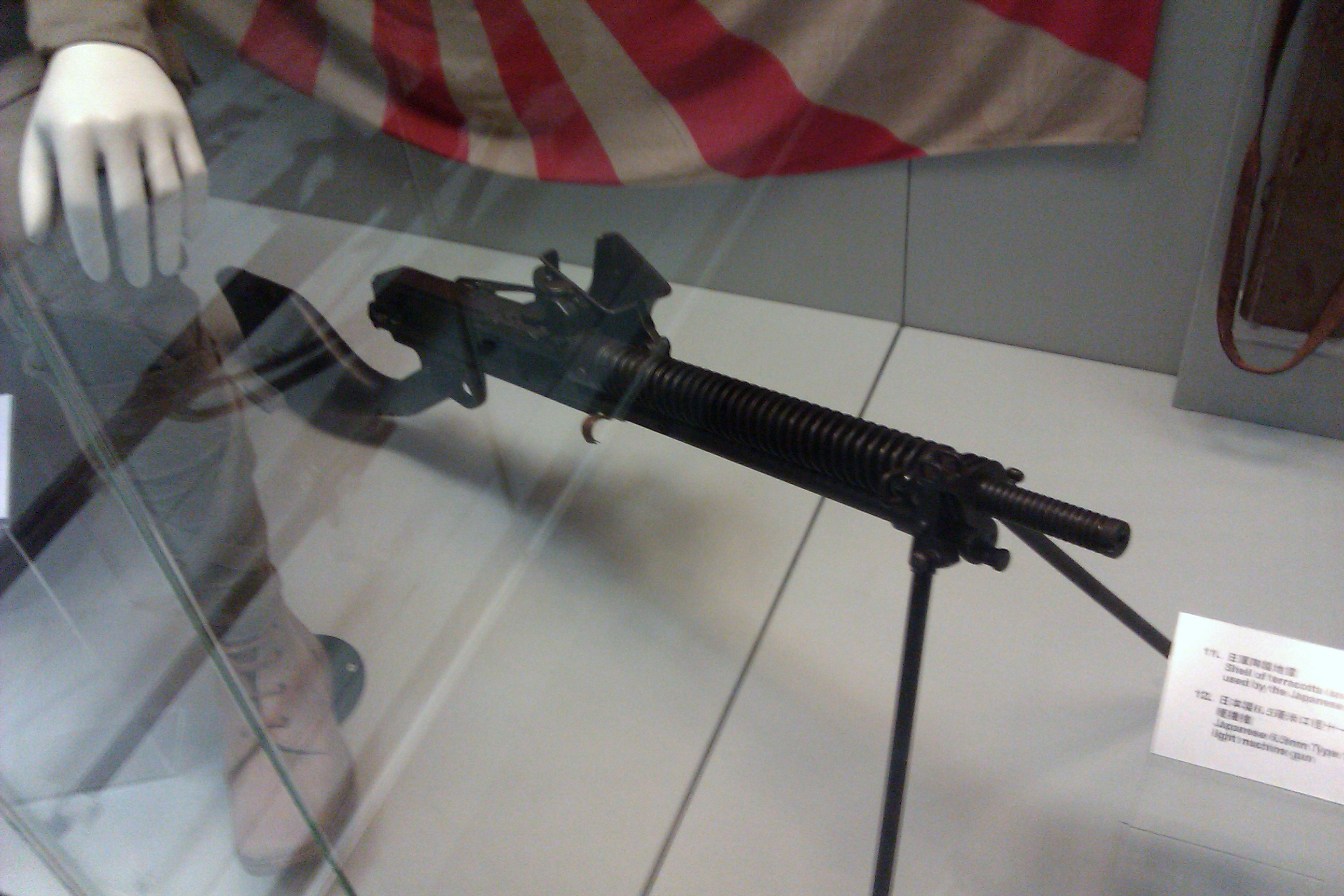
十一年式軽機関銃
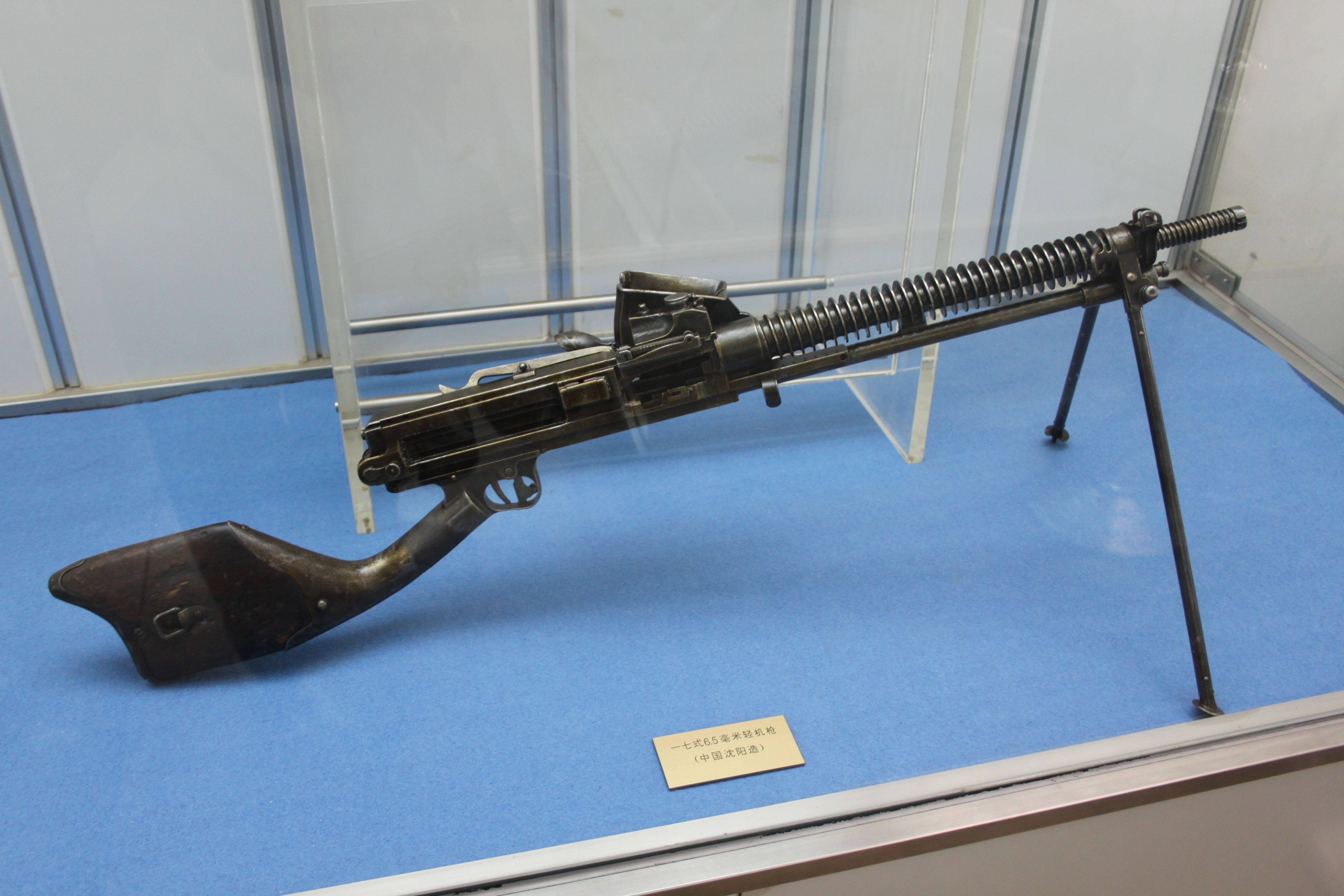
十一年式軽機関銃を原型として瀋陽で製造された一七式軽機槍

## 理想と現実

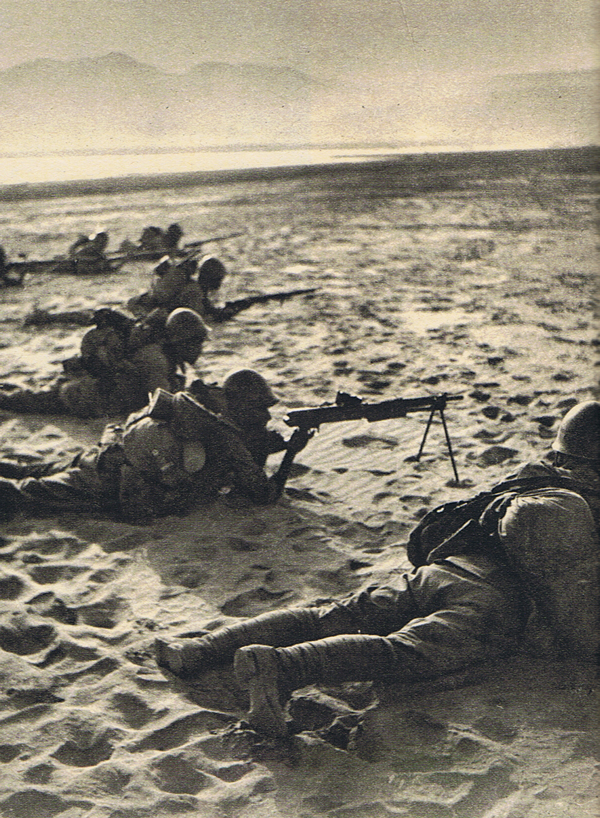
1940年、宜昌作戦で使用される歩兵第18連隊の十一年式軽機関銃

十一年式軽機本体の左側には装填架と呼ばれる箱型の固定弾倉があり、その上部から中に5発の実包が束ねられた小銃用の挿弾子（クリップ）を入れ銃に実包を装填する事ができた。挿弾子は平置きの形で6個まで重ねることができ、最大装弾数は30発になる。装填架の底にある弾送坐と上部弾送・下部弾送（装弾装置）がガスピストン兼ボルトキャリアの前後動に連動し、左右に動いて5発の弾を順番に送り込む構造になっており、残った空の挿弾子は装填架後部の穴から脱落し、圧桿（装填架に付属するハンドルの付いた押さえ）によって次の挿弾子が装填される。射撃を一時中断して圧桿を開けば、戦闘中であっても新しい挿弾子を随時補充できる。
小銃と同じ挿弾子を使って実包を装填できるという方式を軽機に適用したのは画期的ではあったが、この独特の給弾システムは箱型弾倉式や保弾板式に比べ内部構造が複雑なものになる。また装填架が密閉構造になっていないため、砂塵や泥にまみれる最前線の過酷な条件下では装弾不良や故障が続出し、将兵を大いに悩ませる結果になった。本銃は実包に油を塗布する装置を備えているが、その油に埃や砂が付着してしまい逆に故障を誘発する原因になった。また装填架の後方のレシーバー左上には排莢のための蹴子（エジェクター）が設けられており、遊底の前後動にともなって作動するが、やはり密閉されておらず、銃本体へ異物が直接侵入するおそれがあった。
さらには、遊底の質量と実包の発生するガス圧との間の均衡が今一つ整合しきっていなかったことから、結局十一年式軽機には専用の減装弾を使用することとなり、小銃弾薬との共通性は失われ、せっかくの挿弾子装弾も利点を大いに減ずる結果となった。その弾薬もまた輸送用の紙箱に「減装(Gensou)」の頭文字である「G」がゴム印で押捺されているのみであって、外見上は普通実包と同一であり、その管理取扱は、殊に1937年以降軽機が小銃分隊に組入れられるようになってからは、格別の注意が必要であった。
また、1928年（昭和3年）の『歩兵操典』では軽機故障の場合の対応について射手から中隊長に至るまで詳細な指示や規定があり、十一年式軽機の故障が日常茶飯に起こっていて、これを戦闘実行に織り込まなければならないという陸軍の苦慮が窺える。
これらの事から、この銃に対しては前線将兵からの評判はもちろんのこと、人員に対する教育のみならず兵器など新器材の研究も行う軍学校たる陸軍歩兵学校をはじめとする陸軍の公的評価も芳しいものではなく、1931年（昭和6年）には新型軽機（のちの九六式軽機）の計画・研究が始まっており、この新型では箱型弾倉方式の給弾機構に変更されるなど実戦の教訓が取り込まれている。また、十一年式軽機は銃身交換の際は機関部を外さなければならず、九六式軽機関銃や九九式軽機関銃と比べ時間を要した。
なお、海外の収集家や研究家の間では上記とは別の見解も示されている。十一年式の作動不良の主な要因は当時の弾薬の火薬組成に起因するものとする見解である。今日まで現存する十一年式は機構自体の作動は非常にスムーズで、調整式の規制子も有している事から、弾薬の圧力の強弱にも銃本体の調整で容易に対応が可能である。しかし、当時の軍用実包(三十年式実包、三八式実包)の火薬組成は80cm近い長銃身を持つ三十年式歩兵銃や三八式歩兵銃での使用を前提としていた事から、三年式重機や九六式軽機と比較しても10cm以上短い44cm前後の銃身しか持たない十一年式では、通常装弾の使用は過度の発火炎を発生させた。銃器における発火炎は内燃機関における不完全燃焼とほぼ同義であり、これによりガスポートが詰まりやすくなり作動不良が発生するのである。今日販売されているスウェーデン・ノルマ・プレシジョン社などの工場実包の火薬は短い銃身でも完全燃焼するように改良されたものが使用されているので、当時の常装薬相当の圧力を持つ実包を使用して試験を重ねても作動不良はほとんど発生しないが、当時は発火炎を減少させる為には単純に装薬を減らす、つまり減装薬とするしか方法がなかったのではないかというものである。これと類似した見解は米国の日本人研究家である須川薫雄からも示されており、昭和13年(1938年)から供給が始まった新実包を用いると、昭和6年(1931年)の満州事変初期に多数報告された作動不良と同様の不具合があまり見られなくなる事から、それ以前の実包には火薬側に何らかの問題があったのではないかと結論付けている。

## 構造上の欠点による事故
十一年式軽機関銃は突込または装弾不良のような円筒半閉鎖の状態でも安全装置をかけることができたが、床尾の着地、その他銃に対する衝撃で撃発、死亡事故も発生した。このような事故を防ぐため、1938年（昭和13年）より射手は指揮官の「打ち方やめ」または「前進」の号令がかかった時は、薬莢蹴出窓から突込または装弾不良がないか点検してから安全装置をかけること、指揮官はその時間を与えることが義務づけられた。

## 派生型

### 九一式車載軽機関銃

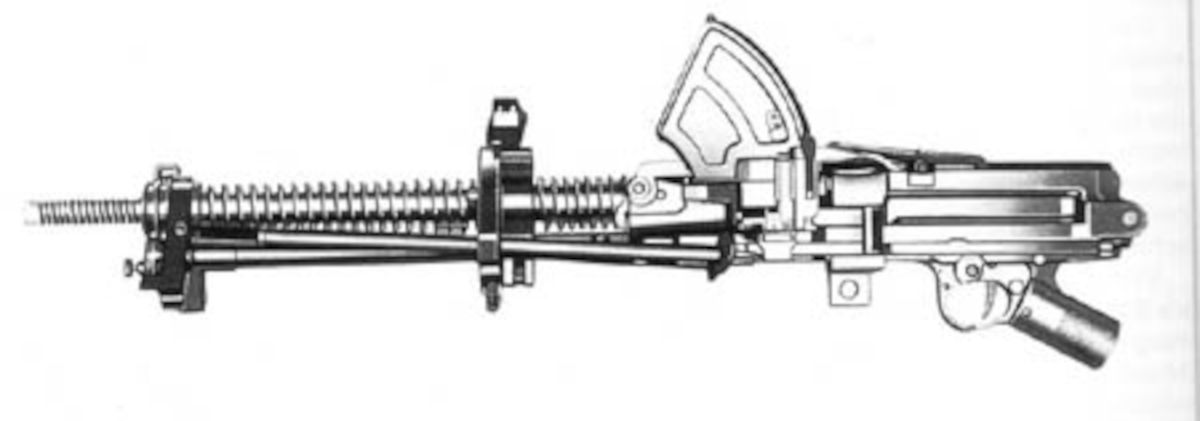
九一式車載軽機関銃

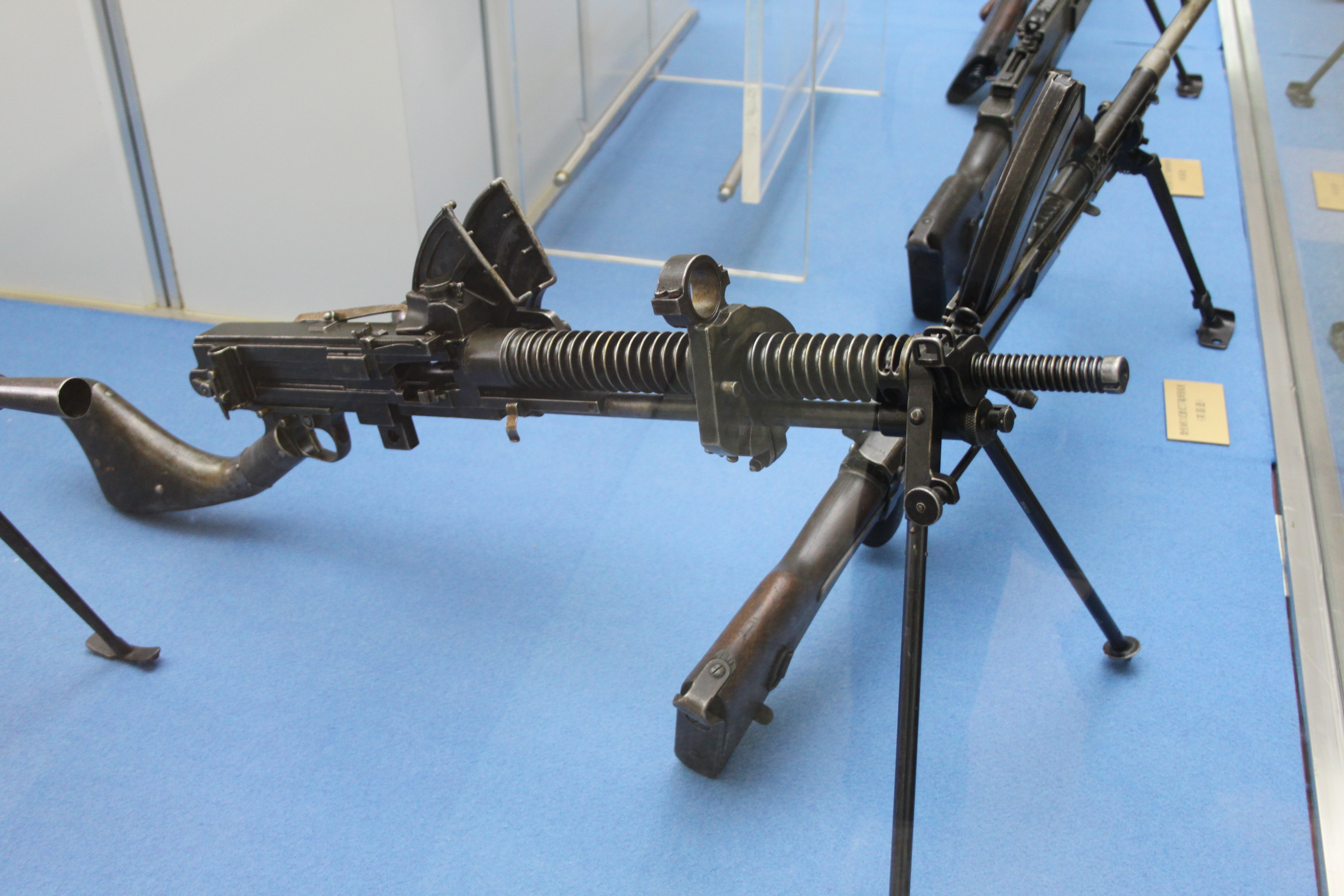
銃床を取り付けた九一式車載軽機関銃

十一年式軽機を車載用に改造したもので、基本的な構造は同様である。
- 初期型は二脚を付けたまま車載した。後に防弾器（銃身被筒）が制定されたことにより二脚を着脱式とし、車載時には取り外した。
- 車内では基本的に短銃床（床尾が無いもの）を用いたが、長銃床（十一年式軽機と同様式で、やや短い床尾があるもの）に付け替えることも可能だった。
- 装填架の高さを増すことで5発挿弾子の収容数を9個（計45発）に増やした。また狭い車内で取り扱う都合上、装填架と銃との結合方法を改め、装填架を後方から装脱できるようにした。
- 照準眼鏡（光学照準器）が付属した。射距離300ｍ設定、倍率は1.5倍であった。銃の上部に塗油装置があるので、銃中心軸から右に偏って装着された。この照準眼鏡は十一年式には無かった。
- 車外でも使用できるように、通常の照星照門式照準器も付いていた。
- 空薬莢や使用済み挿弾子が車内に散らばらないように、排莢口に布袋（打殻受）を付けることができた。
- 車輌から取り外して高射具に載せ、高射機関銃として用いることもできた。
- 車輌から取り外して通常の軽機関銃として用いる事もできた。その際には防弾器と照準眼鏡を外して、二脚と長銃床を取り付けた。

1932年（昭和7年）から1936年（昭和11年）にかけて陸軍造兵廠名古屋工廠で2,000挺余りが生産され、八九式中戦車や九二式重装甲車、九四式軽装甲車などに搭載されていたが、のちに九七式車載重機関銃の登場で改編された。

### 八九式旋回機関銃
十一年式軽機の機構を基に、使用実包を7.7mm×58SRに変更して開発された航空機関銃。1930年代中期まで爆撃機や偵察機といった複座・多座機の自衛武装（旋回機関銃）として使用されていたが、のちにこれを改良した派生型である試製単銃身旋回機関銃二型テ4の登場で改編された。

## 現在
十一年式軽機は後継軽機共々、連合軍兵士により鹵獲され、少なからぬ数が戦利品として母国（特に米国）に持ち帰られた。今日、研究者や収集家向けに出回っている十一年式軽機は、旧日本軍の軽機としては可動状態が維持されているものが最も多いとされている。
また、極少数ながら中国内の映画撮影所には、小道具のステージガンとして、空砲発砲可能な物が整備され、抗日ドラマ等で使用され続けている。
アメリカ軍では戦利品として機関銃を持ち帰る際に弾倉は戦場に廃棄するよう指導しており、現在までアメリカに存在する日本製の機関銃や短機関銃は、専用弾倉の不足から使用できないものが多いとされる。一方、十一年式軽機は構造上弾倉を必要としない為、6.5mm×50SR アリサカの実包さえ入手すれば比較的容易に実射試験が行える状況であるという。

## 登場作品

### 映画
『上海陸戦隊』
主力機銃として戦闘シーンでしばしば登場する。
同映画には海軍が協力しているので実銃を使用していると思われる。
『戦ふ兵隊』
根拠地の修理工場で整備され磨かれているシーンがある。
『独立愚連隊』
『独立愚連隊西へ』
『どぶ鼠作戦』
『やま猫作戦』

### 漫画
『こちら葛飾区亀有公園前派出所』
「ラケット&ドス!?の巻」に登場。
『総員玉砕せよ!』
「本陣営の一角くずれる」にて登場。戦闘中に故障するが、後のコマでは九六式軽機関銃が故障したことになっている。

### ゲーム
『バトルフィールドV』
援護兵の武器として登場。
『コール オブ デューティ ヴァンガード』
『Enlisted』
太平洋キャンペーンで枢軸軍の武器として登場。

### アニメ
『クラユカバ』
ソコレ四六三の隊員が使用している。
『端ノ向フ』
国防軍憲兵隊の軽機関銃として登場。